# Lo spaventapasseri (film 1981)
Lo spaventapasseri (Dark Night of the Scarecrow) è un film per la televisione del 1981 diretto da Frank De Felitta.

## Trama
La vicenda si svolge interamente in un paesino rurale degli Stati Uniti, dove si fa subito la conoscenza di Bubba Ritter, un innocuo ritardato che è intento a giocare in un campo con la piccola Marylee, sua unica amica, che gli vuole molto bene a differenza della maggior parte dei concittadini, i quali aspettano solo un passo falso da parte sua per toglierlo di mezzo. Cosa che avviene quello stesso giorno quando, entrando per gioco in un recinto, Marylee viene attaccata e quasi uccisa da un cane: trovatola, Bubba la porta al sicuro, ma vedendolo con la bambina ferita con sé, gli abitanti credono lui il colpevole.
Il fatto porta al linciaggio nei confronti di Bubba da parte di quattro compaesani, scovandolo infine nei campi dove si era travestito da spaventapasseri per sfuggirgli. I quattro lo uccidono quindi a crivellate, sapendo troppo tardi il suo vero coinvolgimento nella vicenda anche se, in realtà, il loro capo, il postino Otis Hazelrigg, lo ha chiaramente fatto solo per puro divertimento, e forse per motivi più oscuri. Quando poi, i quattro, vengono a scoprire del proprio errore, mettono nelle mani del corpo di Bubba un forcone, per accusarlo di averli minacciati ed invocare la legittima difesa.
Ha luogo il processo in cui, non essendoci abbastanza elementi a disposizione, tutti e quattro gli imputati vengono ingiustamente assolti, tra le acclamazioni dei conoscenti e le grida di disgusto della madre di Bubba, ignari ancora delle forze che si sono già messe in moto contro di loro.
Una notte, Marylee, guarita ma ignara di quanto successo all'amico, esce di nascosto di casa e si presenta a casa Ritter, obbligando la povera signora Ritter a rivelarle che Bubba non tornerà più, dicendole che se ne è andato dove nessuno potrà fargli del male. La bambina rifiuta di crederle e scappa nel campo: seguendola, l'anziana signora trova Marylee che raccoglie fiori proprio sotto allo stesso spaventapasseri del quale Bubba si era travestito; vedendo la bambina che gioca, e che le dice che Bubba non è andato via, ma si sta solo nascondendo, la signora Ritter sembra ritrovare un po' di serenità.
Il giorno dopo, Harliss, uno dei quattro assassini, si accorge che nel proprio campo si trova uno spaventapasseri non messo da lui. Esprime i propri timori ad Otis, che però mette a tacere ogni dubbio accusando il procuratore di stare cercando di spingerli a confessare. Quella sera, però lo spaventapasseri sparisce, di nuovo senza che si capisca chi sia il responsabile, quindi Harliss sente rumori nel granaio, per cui vi entra per investigare. Salito lui sul solaio, la cippatrice che tiene nel granaio si accende, apparentemente da sola. Spaventato dal rumore improvviso, Harliss inciampa e cade dentro il macchinario, venendo maciullato. La mattina dopo, i poliziotti arrivati per investigare, scoprono che la cippatrice non ha smesso di funzionare dopo aver terminato il carburante, ma è stata spenta da qualcuno. Le indagini iniziano.
Otis sospetta che il responsabile sia la madre di Bubba, quindi si reca da lei, accusandola indirettamente, ma questa, oltre a negare qualsiasi coinvolgimento, lo avverte, anche lei indirettamente, di essere a conoscenza del vero motivo dietro all'omicidio da lui compiuto: Otis è un pedofilo, quindi ora che Bubba se n'è andato, per lui sarà più facile avvicinarsi a Marylee, ma la donna gli ricorda che è solo questione di tempo prima che i suoi segreti vengano fuori; negando a sua volta, Otis se ne va.
Alla festa di Halloween della chiesa locale, mentre gioca a nascondino con gli altri bambini, Marylee viene avvicinata da Otis, che cerca di farle dire che la signora Ritter è dietro gli ultimi eventi. Invece, la bambina gli dice che sa cosa lui e i suoi amici hanno fatto a Bubba e scappa. Otis la insegue, ma viene fermato da una guardia di sicurezza che gli dice di tornare alla festa.
Lo spaventapasseri riappare poco dopo nel campo di Philby, e quella notte Otis irrompe nella casa della signora Ritter. L'anziana, purtroppo, si spaventa tanto da subire un attacco di cuore fatale. Per coprire le sue tracce, Otis inizia una fuga di gas che provoca un'esplosione. Mentre tutti gli altri credono che l'esplosione sia stata un incidente, il procuratore distrettuale è sospettoso.
La notte successiva, Philby sente un trambusto nel suo recinto per il bestiame; mentre controlla, rumori sospetti lo gettano nel panico. Cerca di fuggire con la sua auto, ma essa si rifiuta di partire e lui, allora, si rifugia in un silo di grano, chiudendosi la porta alle spalle. Un nastro trasportatore per il riempimento del silo viene acceso. Philby, incapace di aprire la porta, chiusa a chiave anche dall'esterno, viene sepolto dalla valanga di grano risultante.
Il giorno dopo, aver appreso da Otis della morte di Philby, Skeeter è pronto a costituirsi, ma l'altro rimane convinto che i recenti avvenimenti siano una bufala organizzata per vendicare l'omicidio di Bubba e che quest'ultimo sia ancora vivo. Quella notte, Otis e Skeeter riesumano i resti di Bubba, per provare che il cadavere sia ancora lì: nella tomba, c'è effettivamente il cadavere del giovane quindi, preso dal panico, Skeeter cerca di fuggire. Otis lo insegue e lo ferma, promettendo di assecondare qualsiasi scelta lui decida di fare se lo aiuta a rimettere la tomba a posto, ma mentre l'altro è giù chiude il coperchio della bara, il postino lo uccide colpendolo in testa con la pala, seppellendo poi il corpo assieme alla tomba.
Guidando verso casa in stato di ebbrezza, Otis vede Marylee da sola in mezzo alla strada. Inseguendola, si schianta con il suo furgone e la insegue a piedi in un campo di zucche. Raggiungendola, in preda alla follia la accusa di aver organizzato gli omicidi, quando un'aratrice nelle vicinanze si mette in moto da sola, dirigendosi verso di lui. Terrorizzato, Otis fugge, ma correndo attraverso il campo l'uomo, nel buio più totale e continuando a guardarsi indietro piuttosto che avanti, non vede uno spaventapasseri con in mano lo stesso forcone che Otis aveva messo sul corpo di Bubba, finendovici ora impalato. Otis muore e Bubba ottiene la sua vendetta.
Si vede nell'ultima scena il fantasma di Bubba sotto le sembianze dello spaventapasseri mentre porge un fiore a Marylee, cominciando con lei un nuovo gioco.